# Justin Augé
Pour les articles homonymes, voir Augé.
Justin Augé, né le 31 mars 1850 à Béziers (Hérault) et mort le 2 janvier 1925 à Paris 7e, est un homme politique français.

## Biographie
Négociants en vins, puis viticulteur. Il est conseiller général du canton de Capestang en 1890 et député de l'Hérault de 1897 à 1910, inscrit au groupe radical-socialiste.